# Brulleia subtilirugula
Brulleia subtilirugula är en stekelart som beskrevs av He och Van Achterberg 1993. Brulleia subtilirugula ingår i släktet Brulleia och familjen bracksteklar. Inga underarter finns listade.